# Освајачи олимпијских медаља у BMX бициклизму
BMX бициклизам на Летњим олимпијским играма дебитовао је 2008. на играма у Пекингу у виду BMX трка. Од Олимпијских игара у Токију 2020. на порограму ће се наћи и тзв. фристајл BMX бициклизам. Следећа листа презентује све освајаче златних, сребрних и бронзаних медаља на Олимпијским играма у дисциплинама BMX бициклизма.

## Мушкарци

### BMX трке
| Игре                 |                                         |                                      |                                           |
| 2008. Пекинг         | Марис Штромбергс · Летонија             | Мајк Деј · Сједињене Америчке Државе | Дони Робинсон · Сједињене Америчке Државе |
| 2012. Лондон         | Марис Штромбергс · Летонија             | Сем Вилоуби · Аустралија             | Карлос Окендо · Колумбија                 |
| 2016. Рио де Жанеиро | Конор Филдс · Сједињене Америчке Државе | Јеле ван Горком · Холандија          | Карлос Рамирез · Колумбија                |
| 2020. Токио          |                                         |                                      |                                           |

### BMX фристајл
| Игре        |
| 2020. Токио |

## Жене

### BMX трке
| Игре                 |                                |                                       |                                         |
| 2008. Пекинг         | Ана-Каролина Шосон · Француска | Летиција ле Коргиљ · Француска        | Џил Кинтнер · Сједињене Америчке Државе |
| 2012. Лондон         | Маријана Пахон · Колумбија     | Сара Вокер · Нови Зеланд              | Лаура Смулдерс · Холандија              |
| 2016. Рио де Жанеиро | Маријана Пахон · Колумбија     | Елис Пост · Сједињене Америчке Државе | Стефани Ернандез · Венецуела            |
| 2020. Токио          |                                |                                       |                                         |

### BMX фристајл
| Игре        |
| 2020. Токио |